# Hiob Praÿetfuess
Hiob (Job) Bretfus al. Praÿetfuess lub Preytfus (zm. 15 października 1571) – polski inżynier wojskowy i architekt pochodzenia holenderskiego, reprezentant renesansu, nadworny architekt Zygmunta I Starego, horodniczy wileński, dzierżawca olkiennicki, lejpuński, starosta wasilkowski w 1571 roku, starosta tykociński w latach 1569–1571.
Najstarsza informacja o Hiobie Bretfusie zapisana została w 1541 w Metryce Koronnej. Istnieją przypuszczenia, że był synem Hannusa Blatphusza z Koszyc. 

## Działalność budowlana

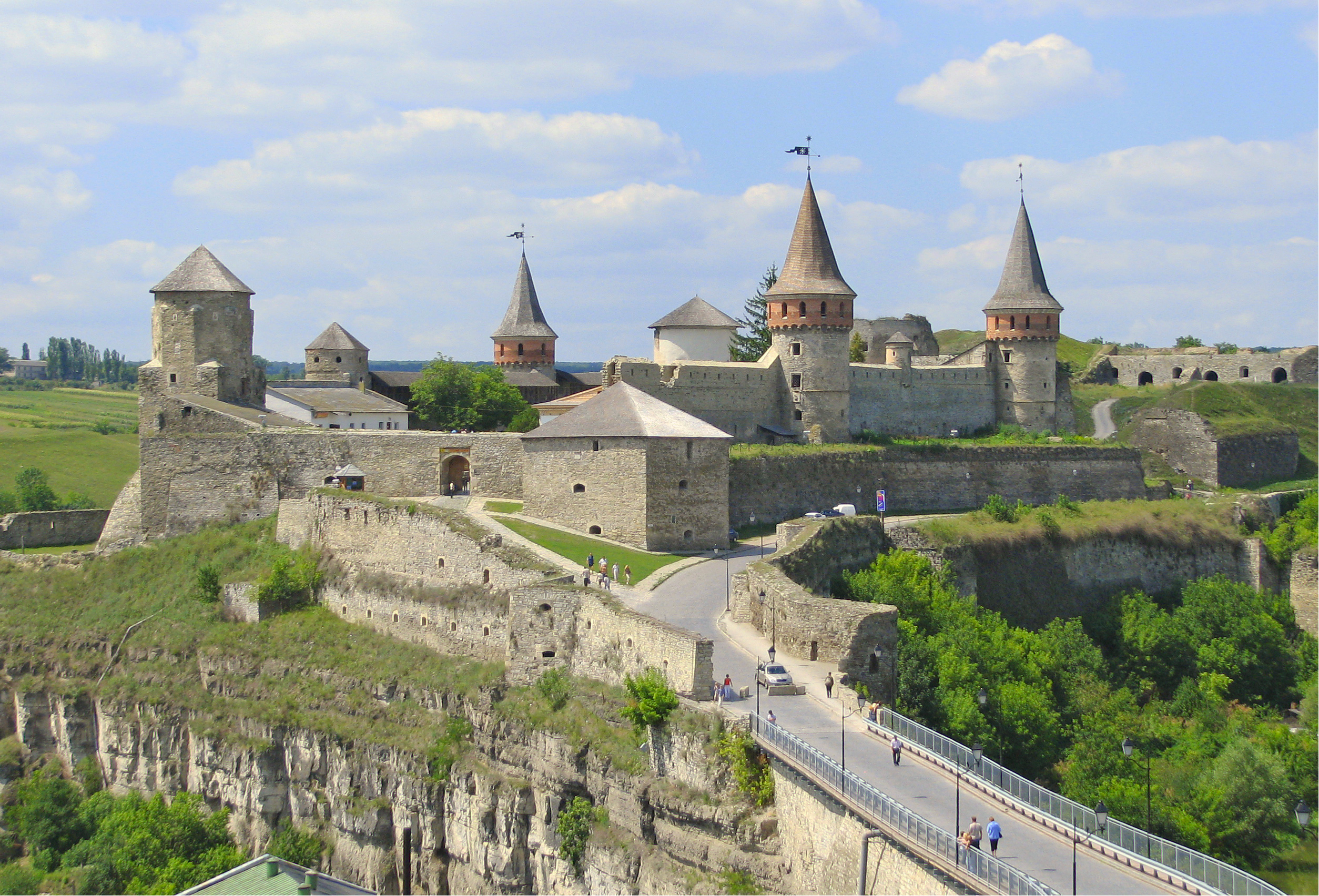
Zamek w Kamieńcu Podolskim. Pośrodku u wylotu mostu pięciokątna Nowa Baszta Wschodnia z 1544 r.

- w latach 1544-47 rozbudował i zmodernizował Stary Zamek w Kamieńcu Podolskim. Bretfus poszerzył zamek w Kamieńcu w kierunku wschodnim budując w 1544 roku Basztę Nową Wschodnią w formie pięcioboku (puntone), która broniła dostępu do bramy zamkowej od strony miasta i kryła w swoim wnętrzu studnię (na baszcie znajduje się płyta z napisem: "1544 DEUS TIBI OLI GLORIA IOB PRAETFUS ARCHITECTOR"). Od zachodu zbudował także pięciokątną Basztę Nową Zachodnią (przebudowaną na okrągłą przez Turków po zniszczeniach z 1672 r.)[3].
- wzniósł Bramę Polną w Kamieńcu z mostem zwodzonym (nieistniejącą) oraz pracował przy murowanym moście prowadzącym z zamku do miasta[4].
- Brama Polska w Kamieńcu Podolskim[5]
- od wiosny 1549 roku budował zamek w Tykocinie na zlecenie króla Zygmunta Augusta
- wybudował dwór w Knyszynie dla króla Zygmunta Augusta
- budowniczy Zamku Dolnego w Wilnie
- zaprojektował bazyliki w Białymstoku
- budowniczy zamku dla Wiesiołowskich w Białymstoku
- kościół parafialny w Grabowie